# NGC 7495
NGC 7495 est une galaxie spirale intermédiaire située dans la constellation de Pégase. Sa vitesse par rapport au fond diffus cosmologique est de 4 514 ± 26 km/s, ce qui correspond à une distance de Hubble de 66,6 ± 4,7 Mpc (∼217 millions d'al). NGC 7495 a été découverte par l'astronome américain Lewis Swift en 1885.
Wolfgang Steinicke et le professeur Seligman classent NGC 7495 comme étant une galaxie spirale ordinaire (Sc), mais il semble y avoir un début de barre sur l'image obtenue des données du relevé SDSS. La classification de spirale intermédiaire semble mieux décrire cette galaxie.
La classe de luminosité de NGC 7495 est III et elle présente une large raie HI. Selon la base de données Simbad, NGC 7495 est une galaxie candidate au titre de galaxie active.
En raison d'une brillance de surface égale à 14,25 mag/am2, on peut qualifier NGC 7495 de galaxie à faible brillance de surface (LSB en anglais pour low surface brightness). Les galaxies LSB sont des galaxies diffuses (D) avec une brillance de surface inférieure de moins d'une magnitude à celle du ciel nocturne ambiant.
À ce jour, cinq mesures non basées sur le décalage vers le rouge (redshift) donnent une distance de 57,260 ± 14,771 Mpc (∼187 millions d'al), ce qui est à l'intérieur des valeurs de la distance de Hubble. Notons cependant que c'est avec la valeur moyenne des mesures indépendantes, lorsqu'elles existent, que la base de données NASA/IPAC calcule le diamètre d'une galaxie et qu'en conséquence le diamètre de NGC 7495 1459 pourrait être d'environ 38,7 kpc (∼126 000 al) si on utilisait la distance de Hubble pour le calculer.

## NGC 7495 et le modèle ΛCDM
NGC 7495 a été utilisée pour valider le modèle ΛCDM (Lamda CDM pour Lambda Cold Dark Matter, soit Lamda matière noire froide). Des écarts entre le modèle et les données obtenues ne signifient pas nécessairement un échec du modèle, mais des processus ou des régimes mal compris qui sont difficiles à mettre en œuvre dans de grandes simulations.

## Supernova
La supernova SN 1973N a été découverte dans NGC 7495 le 2 septembre 1973 par l'astronome suisse Paul Wild. D'une magnitude apparente de 15,5 au moment de sa découverte, elle était de type I.

## Groupe de NGC 7515
NGC 7495 est un membre du groupe de NGC 7515. Selon Levy et ses collègues, il s'agit d'un groupe d'avant plan de l'amas de Pégasus I en compagnie de 16 autres galaxies. Ces galaxies sont NGC 7511, NGC 7515, NGC 7529, NGC 7535, NGC 7536, NGC 7570, NGC 7580, NGC 7591, IC 5283, IC 5292, UGC 12370, UGC 12423, UGC 12426, UGC 12547 et UGC 12555.
Certaines des galaxies mentionnées par Levy et ses collègues sont aussi mentionnées par A.M. Garcia dans un article publié en 1993, soit NGC 7515, NGC 7535, NGC 7536, NGC 7570 et NGC 7580. À ces cinq galaxies, Garcia ajoute les galaxies NGC 7563, UGC 12388, UGC 12403 et MCG 2-59-2. Elles sont dans la même région du ciel et à des distances semblables que les 16 galaxies retenues par Levy. Si l'on ajoute ces quatre dernières galaxies au groupe de NGC 7515, on obtient un total de 20 membres.